# Velká Polom
Velká Polom är en ort i Tjeckien. Den ligger i den östra delen av landet, 260 km öster om huvudstaden Prag. Velká Polom ligger 334 meter över havet och antalet invånare är 1 597.
Terrängen runt Velká Polom är huvudsakligen platt, men åt nordväst är den kuperad. Runt Velká Polom är det mycket tätbefolkat, med 1 177 invånare per kvadratkilometer. Närmaste större samhälle är Ostrava, 13,9 km öster om Velká Polom. Trakten runt Velká Polom består till största delen av jordbruksmark.